# Tohatin
Tohatin è un comune della Moldavia appartenente al Municipio di Chișinău di 2.487 abitanti al censimento del 2004.

## Località
Il comune è formato dall'insieme delle seguenti località (popolazione 2004):
- Tohatin (2.098 abitanti)
- Buneți (57 abitanti)
- Cheltuitori (332 abitanti)